# Juan Ruiz de Colmenero
Juan Ruiz de Colmenero (1596 – 28 de setembro de 1663) foi um prelado católico romano que serviu como bispo de Guadalajara (1646-1663).

## Biografia
Juan Ruiz de Colmenero nasceu em Budia, em Espanha. No dia 25 de junho de 1646, foi escolhido pelo rei da Espanha e confirmado pelo papa Alexandre VII como bispo de Guadalajara. Em dezembro de 1647, foi consagrado bispo por Marcos Ramírez de Prado y Ovando, bispo de Michoacán e empossado no bispado a 24 de dezembro de 1647. Serviu como Bispo de Guadalajara até à sua morte no dia 28 de setembro de 1663.